# المعهد الوطني للمعلوماتية (اليابان)

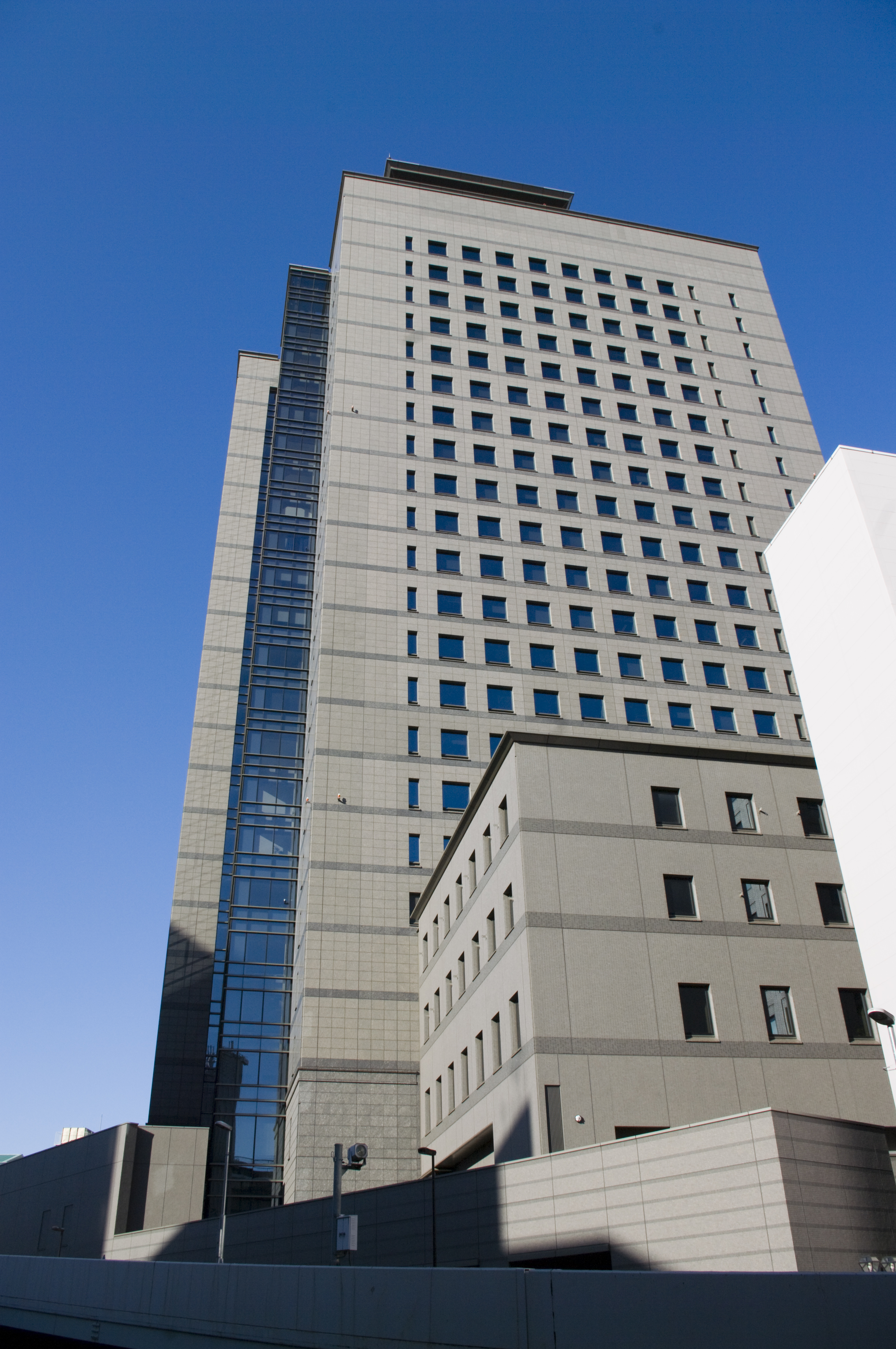
National مبنى المعهد الوطني للمعلوماتية داخل المركز الوطني للعلوم في هيتوتسوباشي، شيودا-كو، طوكيو

المعهد الوطني للمعلوماتية (国立 情報 学 研究所 Kokuritsu Jōhōgaku Kenkyūjo؟، NII) هو معهد أبحاث ياباني تم إنشائه في أبريل نيسان عام 2000 لغرض دفع عجلة دراسة المعلوماتية. هذا المعهد هو أيضا مكرس لإنشاء نظام لتسهيل نشر المعلومات العلمية لعامة الناس. مؤسسة الوطني هو الوحيد المعهد للبحوث الشاملة في اليابان في مجال المعلوماتية. كما يشرف ويحافظ على قاعدة بيانات المعلومات للبحث كبيرة على مجموعة متنوعة من الموضوعات العلمية وغير العلمية